# Belisana freyae
Belisana freyae es una especie de arañas araneomorfas de la familia Pholcidae.

## Distribución geográfica
Es endémica de Sumatra.